# Movimento Sociale Italiano
Movimento Sociale Italiano (den «Italienske Sociale Bevægelse», MSI) var et nyfascistisk parti, der eksisterede i Italien fra 1946 til 1995.

## Forgængere
Movimento Sociale Italiano (MSI) var efterfølger til de to partier, som Benito Mussolini (1883 – 1945) ledede. Det var Partito Nazionale Fascista (1919-1943) i Kongeriget Italien og Partito Fascista Repubblicano 1943-1945 i den norditalienske Salò-republik.
I den italienske grundlov er det fascistiske parti forbudt «i alle former». Alligevel har der siden 1946 været nyfascistiske partier i Italien.

## Logo
Partiets logo er en flamme, der svæver over en kasse med de tre bogstaver M.S.I. Ifølge en tradition repræsenterer logoet en flamme, der svæver over Mussolinis grav. I denne tradition betyder M.S.I.: Mussolini Sei Immortale (Mussolini er udødelig). 

## Repræsenteret i parlamentet
I begyndelsen fik partiet kun lille tilslutning. Det kom i parlamentet i 1948. Ved enkelte senere valg blev partiet det fjerdestørste parti i parlamentet.
Frem til 1994 var det derimod umuligt for partiet at komme i regering.

## Politikere
Gianfranco Fini er det mest fremtrædende tidligere medlem af Movimento Sociale Italiano. Efter partiets nedlæggelse blev han sit lands udenrigs- og vicestatsminister.

## Efterfølgere
I 1994-1995 blev MSI gradvist afløst af det noget mere moderate parti Alleanza Nazionale (den nationale alliance). Dette parti blev efterhånden det tredjestørste parti i det italienske parlament.
I 2009 blev Alleanza Nazionale en del af der nye parti Il Popolo della Libertà (Frihedens Folk), der blev ledet af Silvio Berlusconi.